# Pico Cristóbal Colón

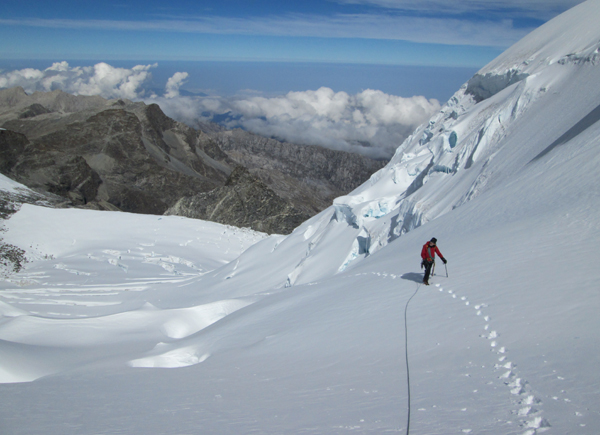
En las faldas del pico se practica el montañismo.

El pico Cristóbal Colón, originalmente llamado Gonawindua por los Kogui, situado en Colombia es parte del sistema montañoso de la Sierra Nevada de Santa Marta. Con una altitud de 5.775 m s. n. m., y a tan solo 42 kilómetros de la costa del Caribe, el pico Cristóbal Colón es una de las montañas costeras más altas del mundo, siendo el quinto pico más prominente del mundo, y el pico más alto de Colombia y de la cuenca del Caribe. Datos provistos por la misión SRTM señalan que el pico posee una altitud cercana a los 5700 m. s. n. m., menor que la tradicionalmente aceptada.
Hay controversia en cuanto a su altitud, ya que el pico Simón Bolívar es considerado gemelo del pico Cristóbal Colón, pero en la mayoría de datos mundiales, el pico Cristóbal Colón es nombrado el más alto por solo un metro más de altura. Aun así, los dos picos son los más altos de la Sierra Nevada de Santa Marta.